# Таватумский
Таватумский — мыс на севере Охотского моря в Гижигинской губе залива Шелихова.

## Топоним
Название мыса происходит от реки Таватум, впадающей в Гижигинскую губу западнее. Степан Крашенинников называет реку Таватама, то же название используется в ЭСБЕ; этимология не установлена.

## География
Расположен на севере Гижигинской губы. На западном берегу находится устье реки Студёная. Примерно в 18 километрах западнее мыса — устье реки Таватум с близлежащими одноимёнными посёлком, рыбзаводом и детским лагерем. За рекой расположена Таватумская равнина.
Средняя величина прилива у мыса — 5 метров, наибольшая глубина у берега — 4—14 метров.